# مورياي
مورياي هي بلدية في البرازيل، تتبع ميناس جرايس، بلغ عدد سكانها 100٬765  نسمة، في 2010، تبلغ مساحتها 843٫327 كيلومتر مربع.

## الموقع
تشترك في الحدود مع:
- Ervália [الإنجليزية]‏
- Rosário da Limeira [الإنجليزية]‏.

## أعلام
- باتريك فابيانو لوبيز
- سيرجيو رودريغوس
- باولو بورتو
- ماركو أوريليو
- سباستياو لازاروني